# Haplothysanus attemsi
Haplothysanus attemsi är en mångfotingart som beskrevs av Hans Strouhal 1961. Haplothysanus attemsi ingår i släktet Haplothysanus och familjen Odontopygidae. Inga underarter finns listade i Catalogue of Life.